# TO BE WORLD KLASS
TO BE WORLD KLASS는 엠넷에서 하는 아이돌 육성 프로그램으로 글로벌 아이돌을 육성시키겠다는 목적으로 만든 프로그램이다.
2019년 10월 4일-2019년 12월 6일까지 방영했다.매주 금요일 오후 11시부터 1시간 30분동안 방영하였다.
총 20명의 연습생이 참가하였고 최종회(10회)에서 TOO 멤버들 10명이 데뷔하였다.이날 생방송에 참가한 연습생들은 18명이었다.
To BE WORLD KLASS는 엠넷에서 했던 여타 서바이벌 프로그램과 달리 '경쟁'보다는 '협동'중심의 미션수행으로 진행되었다.
TOO 멤버데뷔방식도 크게 달라졌다.'월드클래스 위원회 심사 3명+미션평가•전문가심사 3명+생방송평가 4명'으로 구성해 데뷔시켰다.다만 문자투표라는 방식은 변하지 않았다.

## 참가자

### 데뷔조
| 순위                       | 이름             | 예명   | 소속사                          | 소속그룹 |
| -------------------------- | ---------------- | ------ | ------------------------------- | -------- |
| 월드클래스 위원회 심사 1위 | 김제유           | J.YOU  | 스톤뮤직, n.CH                  | TO1      |
| 월드클래스 위원회 심사 2위 | 조찬혁           | 찬     | 스톤뮤직, n.CH, 前SM            | TO1      |
| 월드클래스 위원회 심사 3위 | 이재윤           | 재윤   | 스톤뮤직, n.CH, 前마루기획      | TO1      |
| 미션/전문가 누적 심사 1위  | 차웅기           | 웅기   | 스톤뮤직, n.CH, 前스타쉽, 前MBK | TO1      |
| 미션/전문가 누적 심사 2위  | 장경호           | 경호   | 스톤뮤직, n.CH, 前MMO           | TO1      |
| 미션/전문가 누적 심사 3위  | 송동건           | 동건   | 스톤뮤직, n.CH                  | TO1      |
| 파이널 생방송 심사 1위     | 김민수, 前김수현 | 민수   | 스톤뮤직, n.CH                  | TO1      |
| 파이널 생방송 심사 2위     | 최치훈           | 치훈   | 스톤뮤직, n.CH                  | 前TO1    |
| 파이널 생방송 심사 3위     | 오성민           | JEROME | 스톤뮤직, n.CH, 前큐브          | TO1      |
| 파이널 생방송 심사 4위     | 최지수           | 지수   | 스톤뮤직, n.CH                  | TO1      |

### 탈락자
| 결과                                 | 이름            | 예명           | 소속사                                      | 소속그룹            |
| ------------------------------------ | --------------- | -------------- | ------------------------------------------- | ------------------- |
| 데뷔조가 가능한 순위에 들었으나 탈락 | 유한준          | 백서후, 前한준 | n.CH, 前얼반웍스, 前JTG                     |                     |
| 최종 탈락                            | 타니구치 타이치 | 타이치         | 라포네                                      | 디엑스틴            |
| 최종 탈락                            | 정상일          | 엘디, 前정상   |                                             |                     |
| 최종 탈락                            | 로빈 진후 안    | 로빈           | n.CH                                        | 엔싸인              |
| 최종 탈락                            | 최재호          | 재호           |                                             |                     |
| 최종 탈락                            | 왕무칭          | 케니           | 위에화                                      | 보이후드            |
| 최종 탈락                            | 박경준          | 경준           |                                             |                     |
| 최종 탈락                            | 霍源淇          | 리키           | 원쿨잭소                                    | 피커스, OCJ Newbies |
| 1차 탈락                             | 배시준          | 로신, 前시준   | 스타위브, 前MMO, 前iMe Korea, 前DSP, 前n.CH | 제이위버            |
| 1차 탈락                             | 켄달 림         | 림             |                                             |                     |